# دییپ (نیوبرانزویک)
دییپ (به انگلیسی: Dieppe) یک منطقهٔ مسکونی در کانادا است که در Westmorland County واقع شده‌است. دییپ ۵۴٫۰۵ کیلومتر مربع مساحت و ۲۵٬۳۸۴ نفر جمعیت دارد.

## خواهرخوانده
شهر دیئپ، سنه مریتیم خواهرخواندهٔ دییپ (نیوبرانزویک) هست.